# Helmut Stegmann (Staatssekretär)
Helmut Stegmann (* 9. Mai 1950) ist ein deutscher politischer Beamter (SPD). Er war von 2009 bis 2011 Staatssekretär im Ministerium der Finanzen des Landes Sachsen-Anhalt.

## Leben und Beruf
Nach seinem Studium der Volkswirtschaftslehre schloss er 1976 als Diplom-Volkswirt in der Philipps-Universität Marburg-Lahn ab. Von September 1976 bis Juli 1981 war Stegmann Wissenschaftlicher Mitarbeiter in der Abteilung für Finanzwissenschaften der Philipps-Universität bei Horst Zimmermann. Anschließend war er von August 1981 bis März 1991 Referent im Bundesministerium der Finanzen. 1983 promovierte er zum Dr. rer. pol.
Von März 1991 bis September 1998 war Stegmann Referatsleiter „Wirtschaft und Finanzen“ beim Bevollmächtigten des Landes Brandenburg beim Bund. Danach wurde er bis Februar 2003 Abteilungsleiter der Abteilung für Vermögens- und wirtschaftspolitische Angelegenheiten im Ministerium der Finanzen des Landes Sachsen-Anhalt. Von März 2003 bis Oktober 2008 war Stegmann dort Zentralabteilungsleiter, anschließend bis Februar 2009 erneut Leiter der Abteilung für Vermögens- und wirtschaftspolitische Angelegenheiten.
Stegmann ist verheiratet und hat zwei Kinder.

## Staatssekretär
Nach der Landtagswahl 2006 kam es zur Bildung einer schwarz-roten Koalition in Sachsen-Anhalt (Kabinett Böhmer II). Mit dem Rücktritt Christian Sundermanns wurde Stegmann am 25. Februar 2009 Staatssekretär im von Jens Bullerjahn (SPD) geführten Ministerium der Finanzen. Nach der Landtagswahl 2011 und der Bildung der Regierung Haseloff wurde Stegmann in den einstweiligen Ruhestand versetzt.

## Quelle
- Biografie beim Ministerium der Finanzen Sachsen-Anhalt

| Personendaten    | Personendaten                                |
| ---------------- | -------------------------------------------- |
| NAME             | Stegmann, Helmut                             |
| KURZBESCHREIBUNG | deutscher Politiker (SPD) und Staatssekretär |
| GEBURTSDATUM     | 9. Mai 1950                                  |